# Stand Up Comedy Klubben

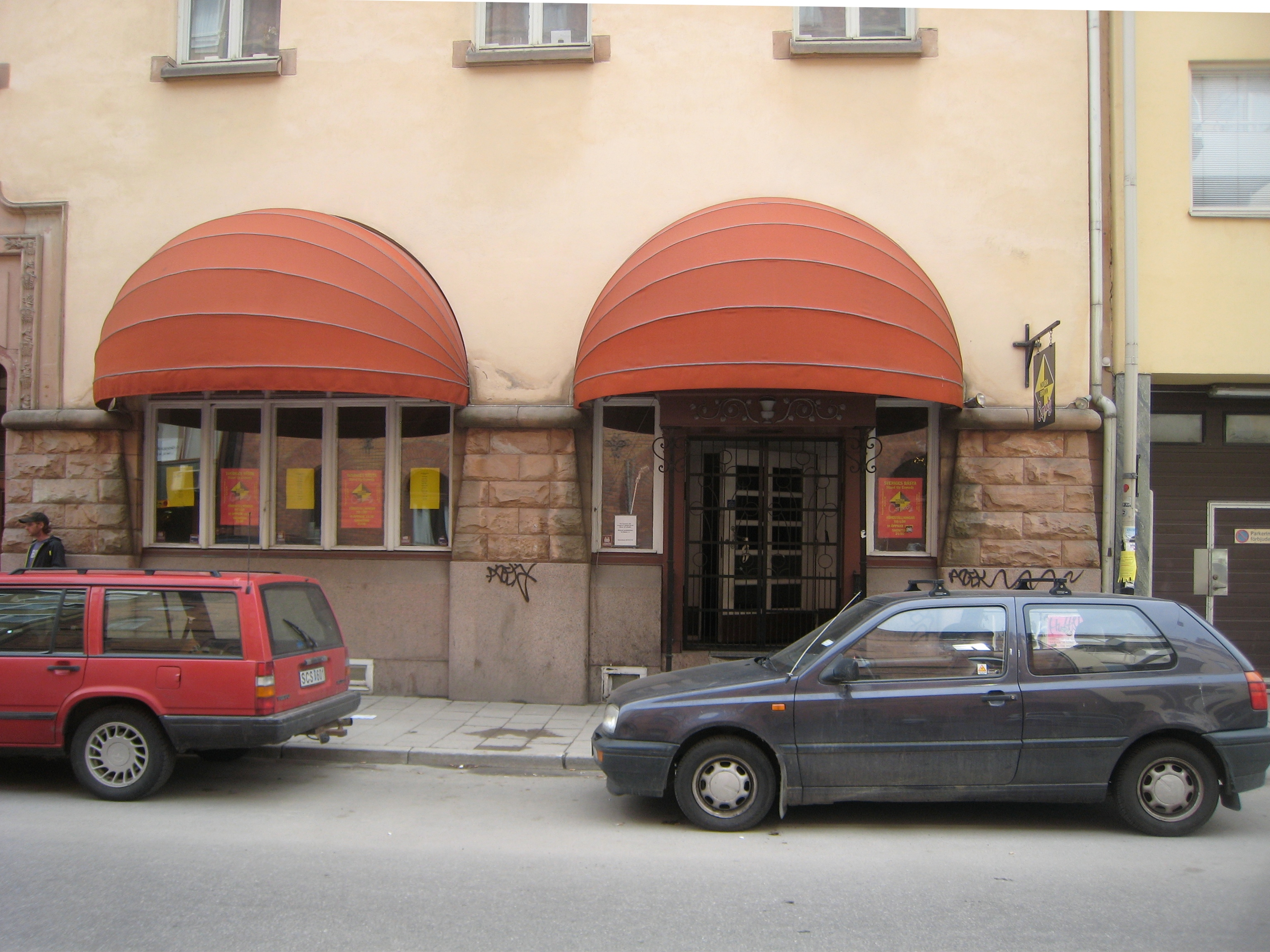
SUCK:s hemmascen är Norra Brunn.

Stand Up Comedy Klubben eller SUCK bildades på hösten 1988 av trojkan Bertil Goldberg, Jonas Hallberg och Adde Malmberg. Sveriges första stand up-klubb hade sin premiär den 3 oktober 1988 på Westermans hörna i Gamla stan, Stockholm.
Producenten Bertil Golberg organiserade ursprungligen ståuppkomik i Sverige och arbetade för genrens utveckling, vilket man till viss del även gör idag. Dock agerar SUCK idag till största delen som bokningsbolag för komiker. SUCK ingår idag i samma organisation som ståupprestaurangen Norra Brunn.